# Lijst van voetbalinterlands Cambodja - Thailand (vrouwen)
Deze lijst van voetbalinterlands is een overzicht van alle officiële voetbalinterlands tussen de nationale vrouwenteams van Cambodja en Thailand. De landen hebben tot nu toe vier keer tegen elkaar gespeeld. 

## Wedstrijden
| № | Plaats     | Datum           | Competitie                            | Wedstrijd           | Uitslag |
| - | ---------- | --------------- | ------------------------------------- | ------------------- | ------- |
| 1 | Palembang  | 4 juli 2018     | Zuidoost-Aziatisch kampioenschap 2018 | Thailand − Cambodja | 11 − 0  |
| 2 | Phnom Penh | 9 mei 2023      | Zuidoost-Aziatische Spelen 2023       | Cambodja − Thailand | 0 − 3   |
| 3 | Phnom Penh | 15 mei 2023     | Zuidoost-Aziatische Spelen 2023       | Cambodja − Thailand | 0 − 6   |
| 4 | Hải Phòng  | 9 augustus 2025 | Zuidoost-Aziatisch kampioenschap 2025 | Thailand − Cambodja | 7 − 0   |

## Samenvatting
| Competitie                       | Totaal gespeeld | Winst Cambodja | Gelijk | Winst Thailand | Doelsaldo Cambodja – Thailand |
| -------------------------------- | --------------- | -------------- | ------ | -------------- | ----------------------------- |
| Zuidoost-Aziatisch kampioenschap | 2               | 0              | 0      | 2              | 0 − 18                        |
| Zuidoost-Aziatische Spelen       | 2               | 0              | 0      | 2              | 0 − 9                         |
| Totaal                           | 4               | 0              | 0      | 4              | 0 − 27                        |